# Maylandia
A Maylandia a sugarasúszójú halak (Actinopterygii) osztályának sügéralakúak (Perciformes) rendjébe, ezen belül a bölcsőszájúhal-félék (Cichlidae) családjába tartozó nem.

## Neve
Ez a csontos halnem a nevét, Hans J. Mayland német ichthiológusról kapta.

## Tudnivalók
A Maylandia-fajok eredetileg az Afrikában levő Nyasza-tó, korábbi nevén Malawi-tó endemikus halai voltak; manapság egyeseket más afrikai vizekbe is betelepítettek. Sokukat akváriumi halként is tartják. Méretük fajtól függően 4,9-13,4 centiméter között változó.

## Rendszerezés
A nembe az alábbi 35 faj tartozik:
- Maylandia aurora (Burgess, 1976)
- Maylandia barlowi (Mckaye & Stauffer, 1986)
- Maylandia benetos (Stauffer, Bowers, Kellogg & McKaye, 1997)
- Maylandia callainos (Stauffer & Hert, 1992)
- Maylandia chrysomallos (Stauffer, Bowers, Kellogg & McKaye, 1997)
- Maylandia cyneusmarginata (Stauffer, Bowers, Kellogg & McKaye, 1997)
- Maylandia elegans (Trewavas, 1935)
- Maylandia emmiltos (Stauffer, Bowers, Kellogg & McKaye, 1997)
- vörös zebrasügér (Maylandia estherae) (Konings, 1995)
- Maylandia flavifemina (Konings & Stauffer, 2006)
- Maylandia glaucos (Ciccotto, Konings & Stauffer, 2011)
- Maylandia greshakei (Meyer & Förster, 1984) - típusfaj
- Maylandia hajomaylandi (Meyer & Schartl, 1984)
- Maylandia heteropicta (Staeck, 1980)
- Maylandia lanisticola (Burgess, 1976)
- Maylandia livingstonii (Boulenger, 1899)
- Maylandia lombardoi (Burgess, 1977)
- Maylandia lundoense (Stauffer, Black & Konings, 2013)
- Maylandia mbenjii (Stauffer, Bowers, Kellogg & McKaye, 1997)
- Maylandia melabranchion (Stauffer, Bowers, Kellogg & McKaye, 1997)
- Maylandia midomo (Stauffer, Black & Konings, 2013)
- Maylandia mossambica (Ciccotto, Konings & Stauffer, 2011)
- Maylandia nigrodorsalis (Stauffer, Black & Konings, 2013)
- Maylandia nkhunguensis (Ciccotto, Konings & Stauffer, 2011)
- Maylandia pambazuko (Stauffer, Black & Konings, 2013)
- Maylandia phaeos (Stauffer, Bowers, Kellogg & McKaye, 1997)
- Maylandia pursa (Stauffer, 1991)
- Maylandia pyrsonotos (Stauffer, Bowers, Kellogg & McKaye, 1997)
- Maylandia sandaracinos (Stauffer, Bowers, Kellogg & McKaye, 1997)
- Maylandia sciasma (Ciccotto, Konings & Stauffer, 2011)
- Maylandia tarakiki (Stauffer, Black & Konings, 2013)
- Maylandia thapsinogen (Stauffer, Bowers, Kellogg & McKaye, 1997)
- Maylandia zebra (Boulenger, 1899)
- Maylandia xanstomachus (Stauffer & Boltz, 1989)
- Maylandia xanthos (Ciccotto, Konings & Stauffer, 2011)

## Képek

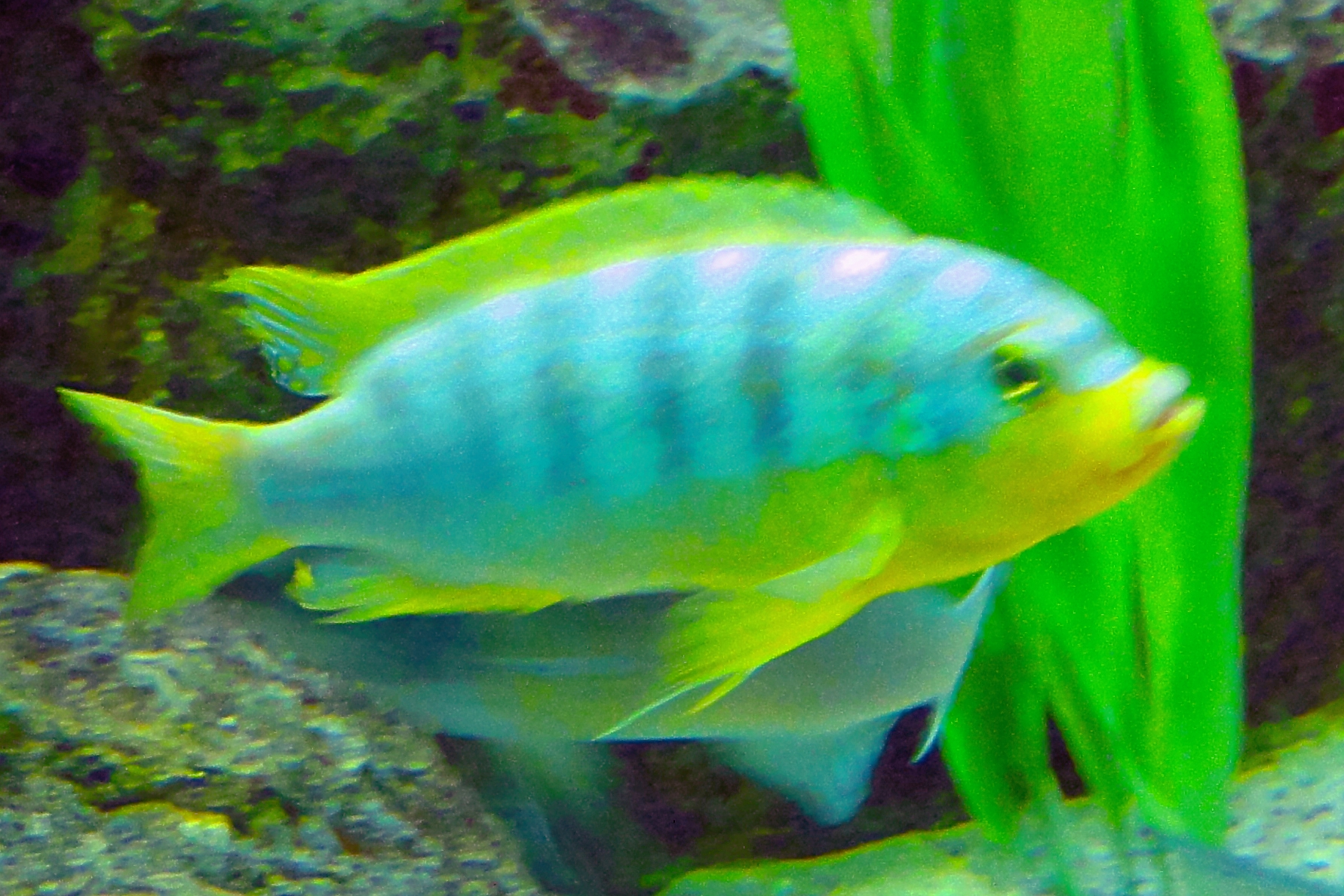
Maylandia aurora
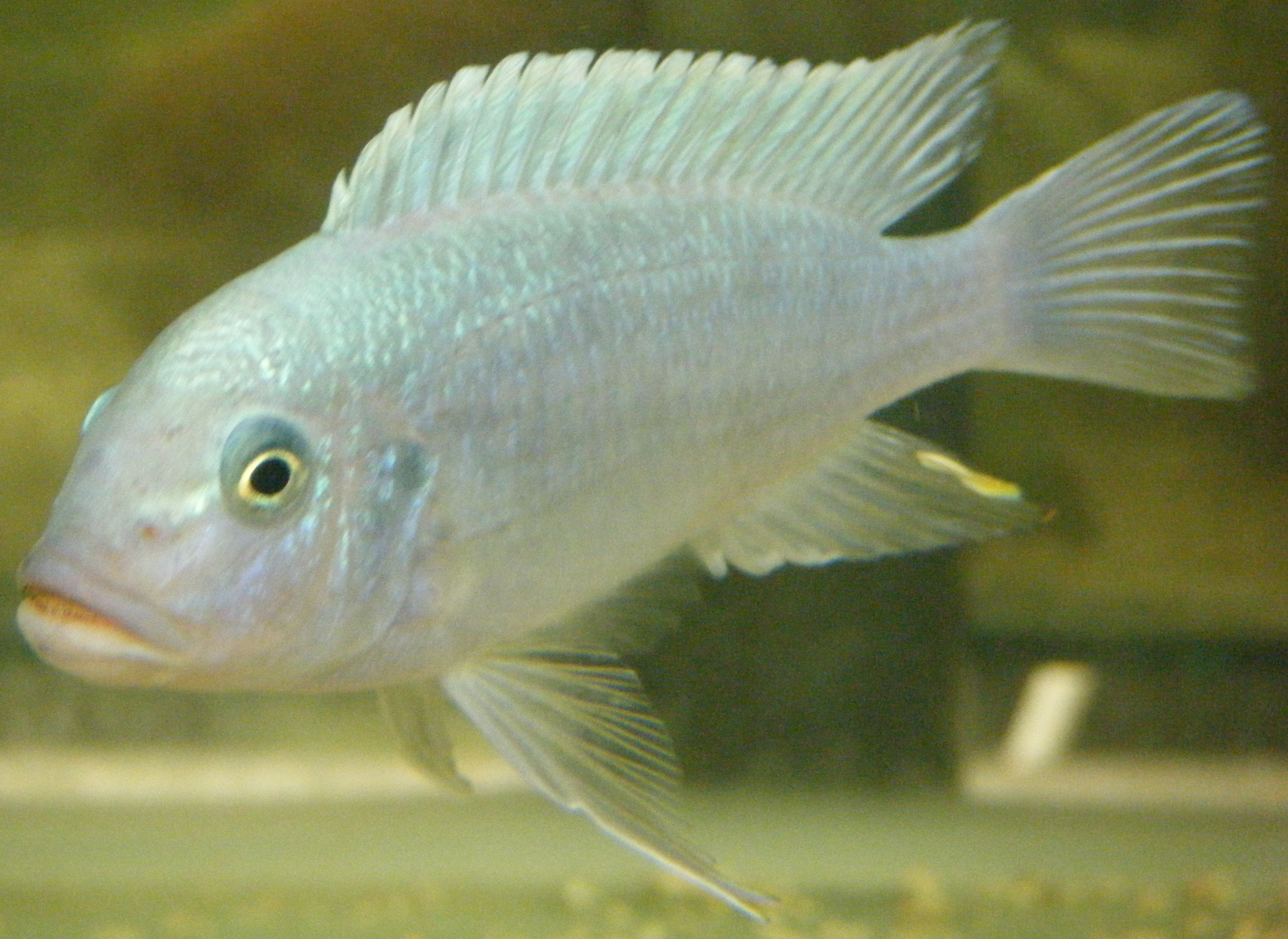
Maylandia callainos
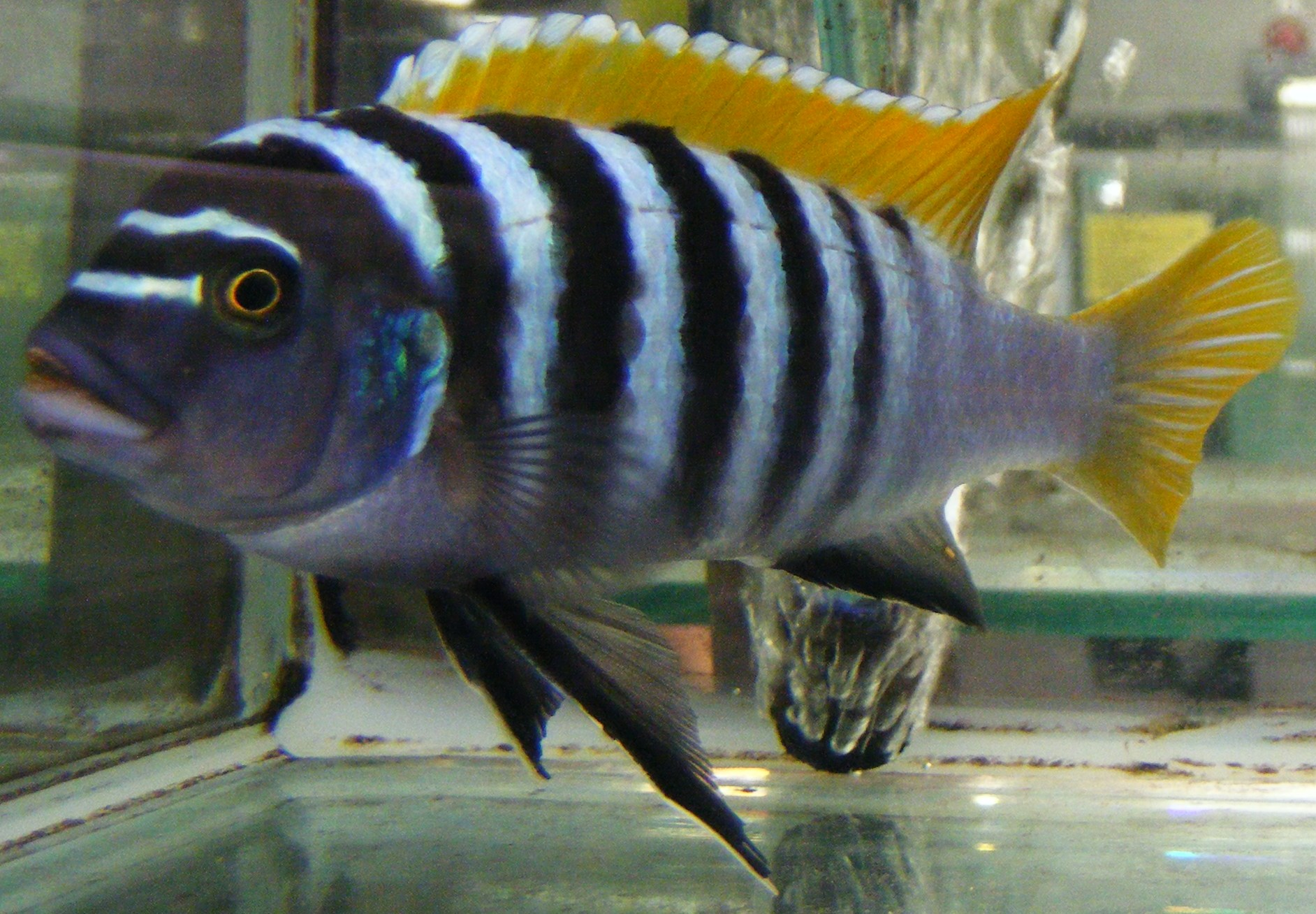
Maylandia emmiltos
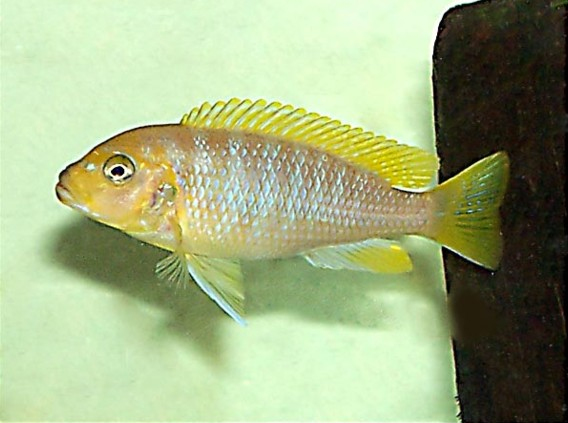
Maylandia hajomaylandi
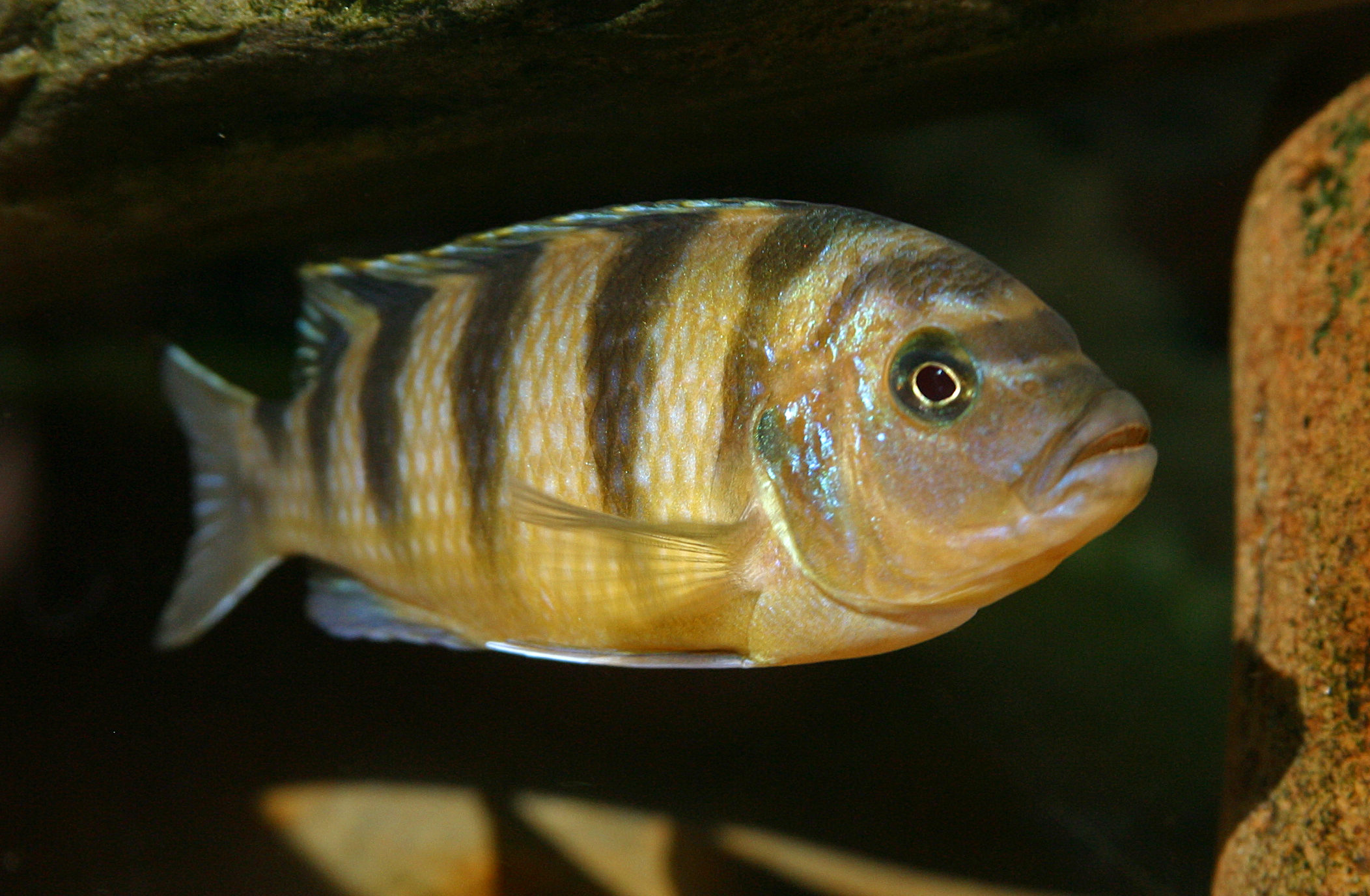
Maylandia lombardoi
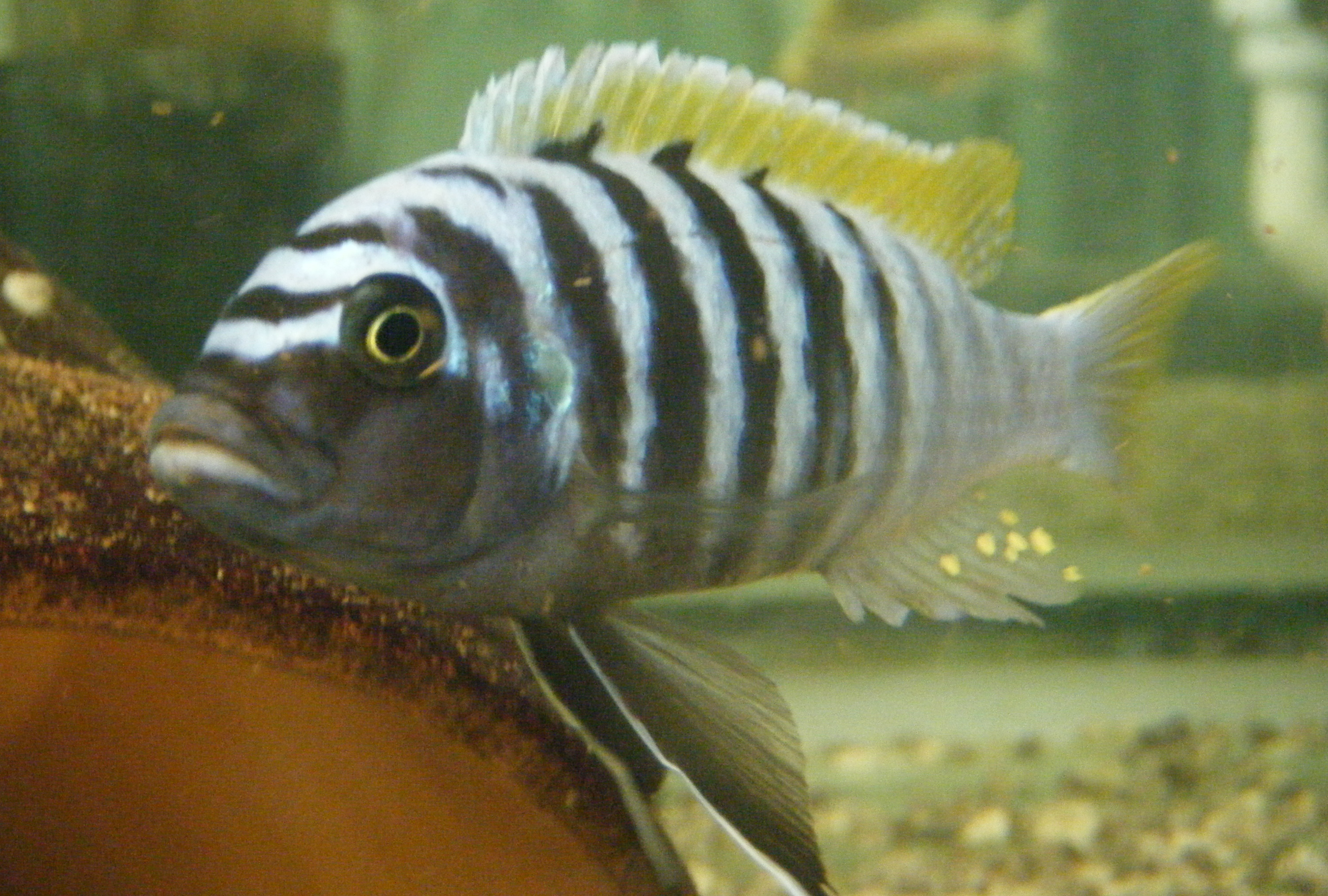
Maylandia pyrsonotos
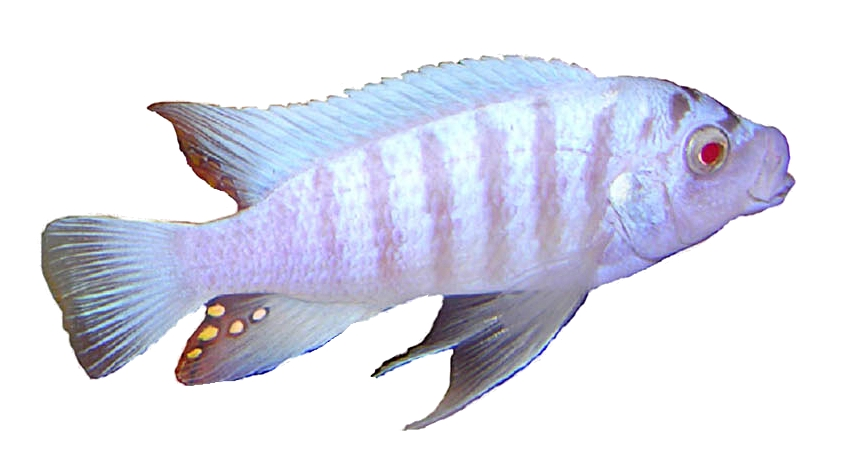
Maylandia zebra